# Hemlokfenyő
A hemlokfenyő (Tsuga) a fenyőfélék családjának egyik, a különböző szerzők szerint 8–10 fajt számláló növénynemzetsége.

## Származása, elterjedése
4–6 faja Kelet-Ázsiában, 4 faj Észak-Amerikában honos.

## Megjelenése, felépítése
Közepes vagy nagy termetű örökzöld, 10–60 m magas, kúpos vagy szabálytalan koronájú fa. Szürkés-barnás kérge pikkelyes, mélyen barázdált. Ágai vízszintesen állnak.
A lapos, kissé szögletes, 5–35 mm hosszú és 1–3 mm széles, fényeszöld tűlevelek egyesével, spirálvonalban nőnek a hajtásokon. Fonákukon jól látható két fehér sztómasor. A tűlevél csúcsa lekerekített. A levél színén a T. mertensiana fajon kívül nincsenek gázcserenyílások.
A 3–5(–10) mm hosszú, ovális vagy gömbölyded, sárgásfehér vagy halványlila pollentartók magányosan ülnek rövid kocsányukon. Ovális vagy megnyúlt henger alakú tobozai a T. mertensiana kivételével kicsik (15–40 mm hosszúak). A T. mertensiana toboza hengeres és hosszabb, 35–80 -es. A tobozok lehetnek magányosak és csüngők, ülők vagy rövid, maximum 4 mm-es kocsányuk van. Az éretlen tobozok zöldek; beérve megbarnulnak (Józsa).
A magok kicsik, 2–4 mm hosszúak, repítőszárnyuk 8–12 mm hosszú. A kikelő csíranövényeknek 4–6 sziklevelük van.

## Fajai
A T. mertensiana több tulajdonságban eltér a nemzetség többi tagjától, éppen ezért gyakorta külön, önálló alnemzetségbe sorolják.
A levelei kevésbé lapítottak, és a színén is fut egy sztómasor; tobozai legnagyobbak a nemzetségben és inkább gömbölyűek, mint tojás alakúak. Néhány botanikus egy kihalt nemzetség tagjának véli Hesperopeuce mertensiana (Bong.) Rydb. néven, annak ellenére, hogy az a nemzetség általában csak alnemzetség szinten használatos.
Egy másik faj, mely elsőként Tsuga longibracteata néven lett leírva, jelenleg a Nothotsuga (másként kihalt) nemzetségbe tartozik; ez a Tsuga nemzetségtől abban különbözik, hogy a felálló tobozok kinyúló murvalevelekkel és a hím virágzatok is ernyőkben nyílnak, ami sokkal inkább a vörösfenyő (Keteleeria) nemzetségre jellemző.

## Életmódja, termőhelye
A fajok a viszonylag csapadékos hűvös mérsékelt éghajlathoz alkalmazkodtak, ahol hűvösek a nyarak és ritka a szárazság. Jól viselik a nagyon kemény teleket is, a vastag hótakarót és a jégverést is jobban tolerálják, mint általában a többi fa.
Tobozai az egyéves hajtásokon nőnek. A magok 5–8 hónap alatt beérnek. A magok röviddel ezután kihullanak a tobozok pedig még legfeljebb 2 évig a fán maradnak.
Jobban viselik az árnyékot, mint a többi fenyőféle, viszont sokkal érzékenyebb a szárazságra.

## Kártevők
Az Észak-Amerika keleti felén honos két fajt, a kanadai hemlokfenyőt (T. canadensis) és a karolinai hemlokfenyőt (T. caroliniana) komolyan veszélyezteti az Adelges tsugae nevű rovar.
Ez a (a növénytetvek alrendjébe tartozó) toboztetű faj véletlenül került Észak-Amerikába Kelet-Ázsiából, ahol csak kis károkat okoz.
A Tsuga fajokat különböző lepkefajok lárvái is fogyasztják, mint pl. az Epirrita autumnata, Ectropis crepuscularia, gyapjaslepke.

## Felhasználása
A hemlokfenyők fája fontos a faiparban, különösen a cellulózgyártásban.
Sok fajt ültetnek kerti dísznövénynek, ezeknek számos fajtáját nemesítették ki.
A kéregből nyert cserzőanyagokkal bőröket csereznek.

## Képek

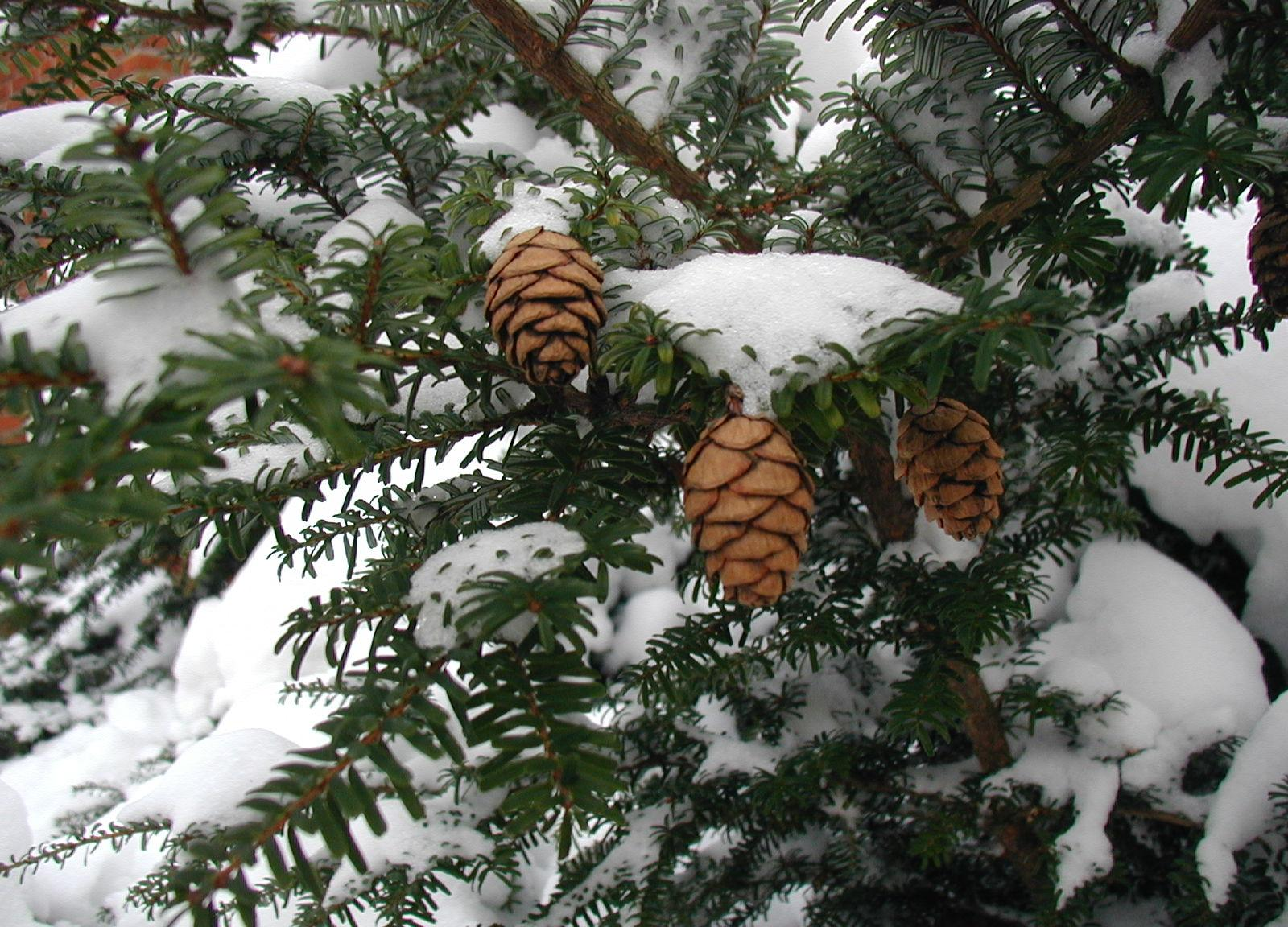
Tsuga diversifolia havas tűi és tobozai
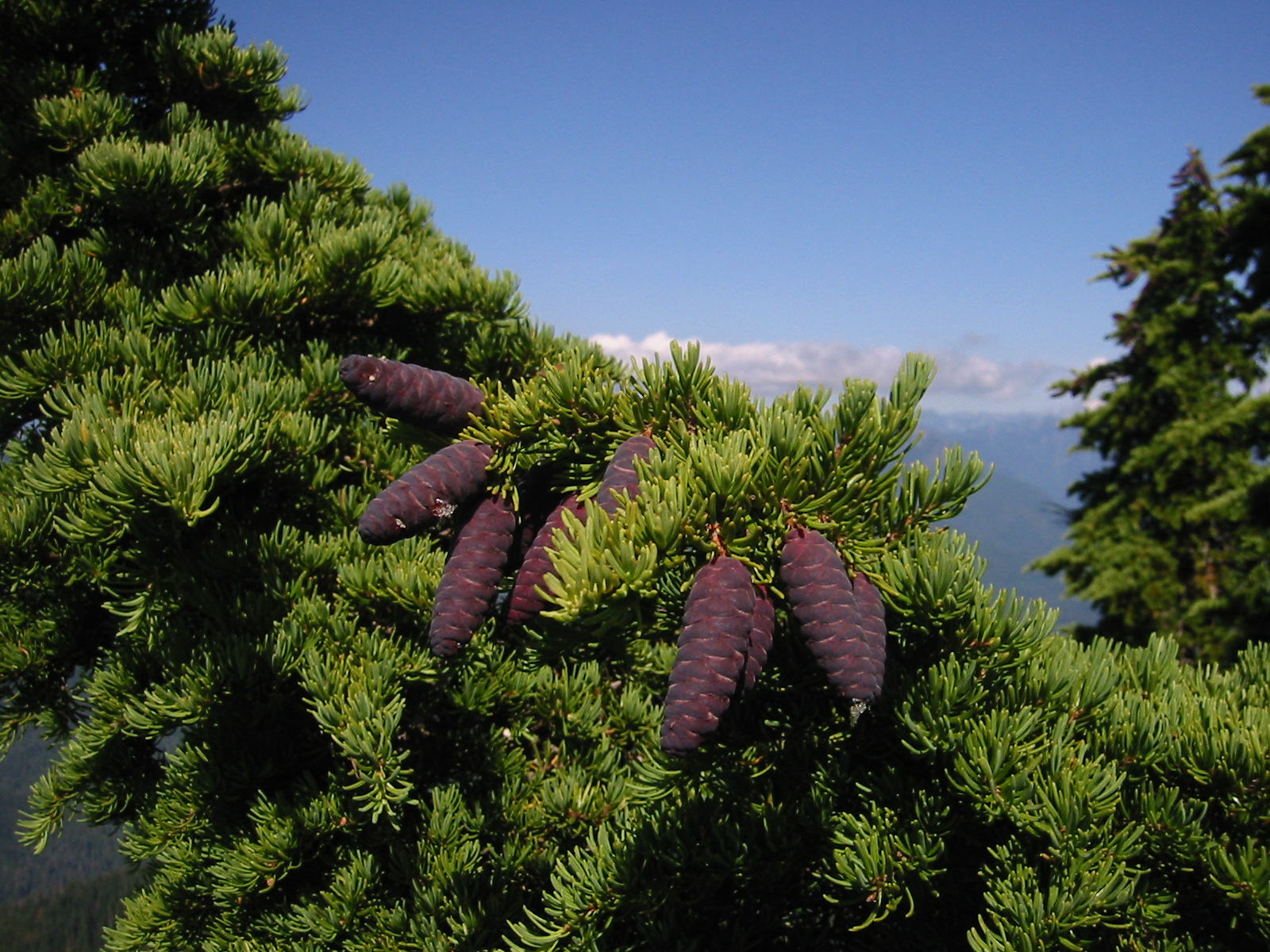
Tsuga mertensiana tűi és tobozai
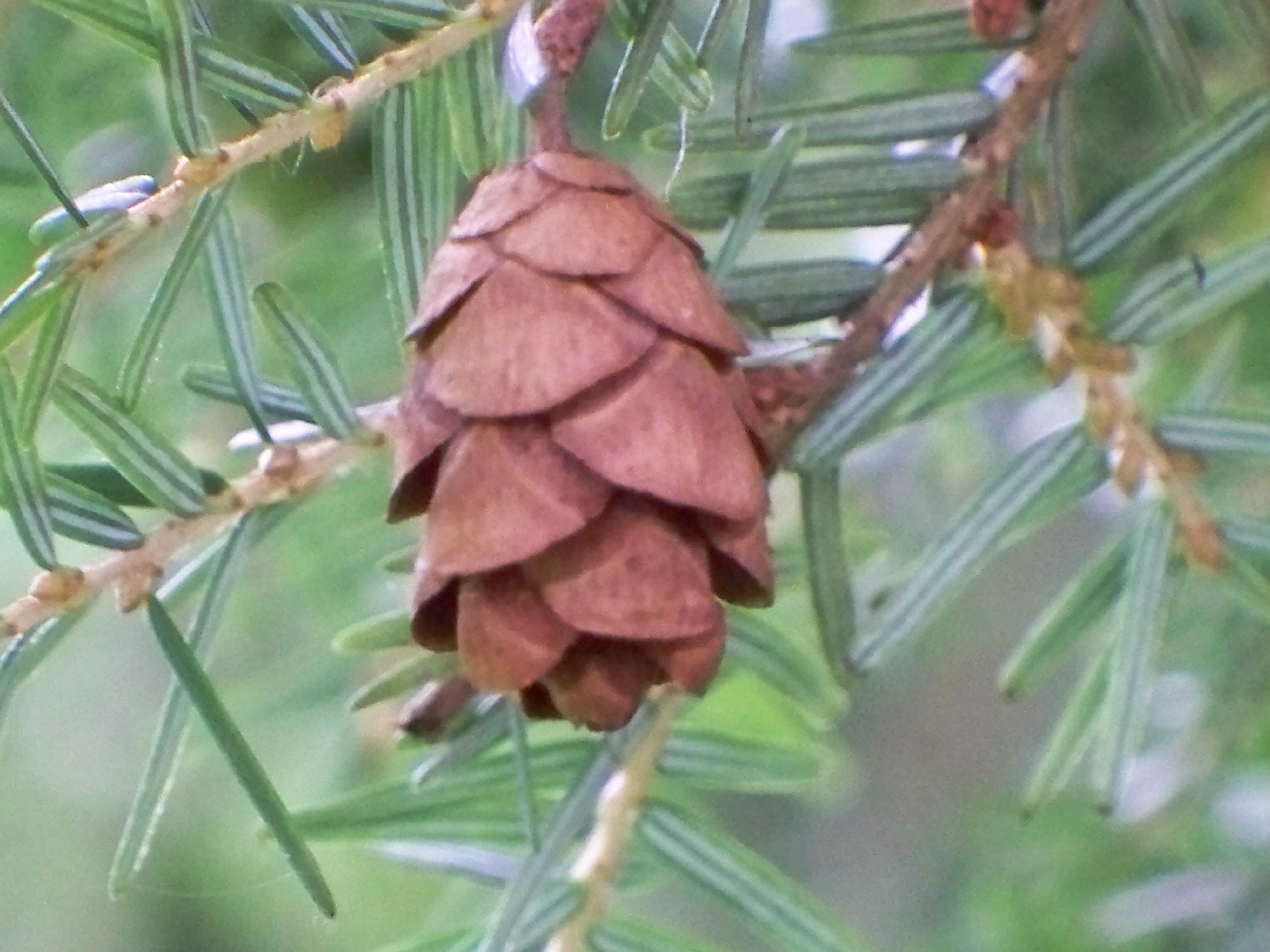
Tsuga canadensis toboza

## Fordítás
- Ez a szócikk részben vagy egészben  a   Tsuga című angol Wikipédia-szócikk ezen változatának fordításán alapul.  Az eredeti cikk szerkesztőit annak laptörténete sorolja fel. Ez a jelzés csupán a megfogalmazás eredetét és a szerzői jogokat jelzi, nem szolgál a cikkben szereplő információk forrásmegjelöléseként.